# Per Hasselrot (dispaschör)
Per Axel Hasselrot, född 12 maj 1875 i Borås, död 1 juli 1949, var en svensk dispaschör. Han var son till Carl Birger Hasselrot och far till Birger, Gösta, Åke Hasselrot och Märta Hasselrot.
Hasselrot blev filosofie kandidat vid Lunds universitet 1894, juris utriusque kandidat 1899, var extra ordinarie tjänsteman i Svea hovrätt, Stockholms rådhusrätt, Riksförsäkringsanstalten och hos riksdagens lagutskott 1902–1907 samt dispaschör i Stockholm 1907–1944. Han var ledamot i Försäkringsinspektionen från 1917 och av sjölagskommittén 1918. Han författade handböcker och uppsatser i sjörättsliga ämnen. Hasselrot blev riddare av Vasaorden 1921 och av Nordstjärneorden 1925 samt kommendör av andra klassen av Vasaorden 1936. Han är begraven på Norra begravningsplatsen utanför Stockholm.